# Агерзе (река)
Агерзе́ (Тегерманъелга, тат. Әгерҗе) — река в России, протекает по Азнакаевскому району Татарстана. Правый приток реки Маняус.
Длина реки — 5,6 км. Площадь водосборного бассейна — 12,8 км².

## Описание
Протекает по Бугульминско-Белебеевской возвышенности в южной части Азнакаевского района.
Берёт начало от родника в поле в 4,5 км к юго-западу от села Агерзе. Направление течения — северо-восточное. Сразу после истока в верховьях течёт по лесу, в среднем течении — в полях.
В нижнем течении на реке сооружён крупный пруд в месте впадения левого притока Сорбай (длина притока 4 км). Сразу ниже пруда река протекает через село Агерзе и впадает в Маняус на северо-восточной окраине села.

## Характеристика
Лесистость водосбора 30 %. Густота речной сети 0,35 км/км². Река имеет второй приток — длиной 0,4 км.
Питание реки преимущественно снеговое. Вода очень жёсткая (6-12 мг-экв/л). Общая минерализация 400—500 мг/л весной и до 1000 мг/л зимой и летом. На реке сооружены 2 пруда, суммарный объём которых составляет 945 тыс. м³.

## Этимология
Название является русификацией от слова тюрко-татарского происхождения әгерҗе — «сдобное тесто».